# Grammomys dryas
Grammomys dryas is een knaagdier uit het geslacht Grammomys dat voorkomt in de Ruwenzori- en Kivu-gebergtes van Oeganda, de Democratische Republiek Congo en Noordwest-Burundi. Deze soort wordt soms beschouwd als een synoniem van G. dolichurus, maar is waarschijnlijk een aparte soort. Deze soort verschilt van andere soorten in het aantal mammae en in een aantal schedelkenmerken.
Grammomys aridulus · Grammomys buntingi · Grammomys caniceps · Grammomys cometes · Grammomys dolichurus · Grammomys dryas · Grammomys gigas · Grammomys ibeanus · Grammomys macmillani · Grammomys minnae

Voorlopig in Grammomys geplaatste soorten: Grammomys kuru · Grammomys poensis